# خوان خوسيه توريس
خوان خوسيه توريس (بالإسبانية: Juan José Torres) (و. 1920 – 1976 م) هو دبلوماسي من بوليفيا ولد في كوتشابامبا.
تولى منصب رئيس بوليفيا .

## روابط خارجية
- خوان خوسيه توريس على موقع الموسوعة البريطانية (الإنجليزية)
- خوان خوسيه توريس على موقع مونزينجر (الألمانية)